# Aéroport international Laâyoune - Hassan Ier

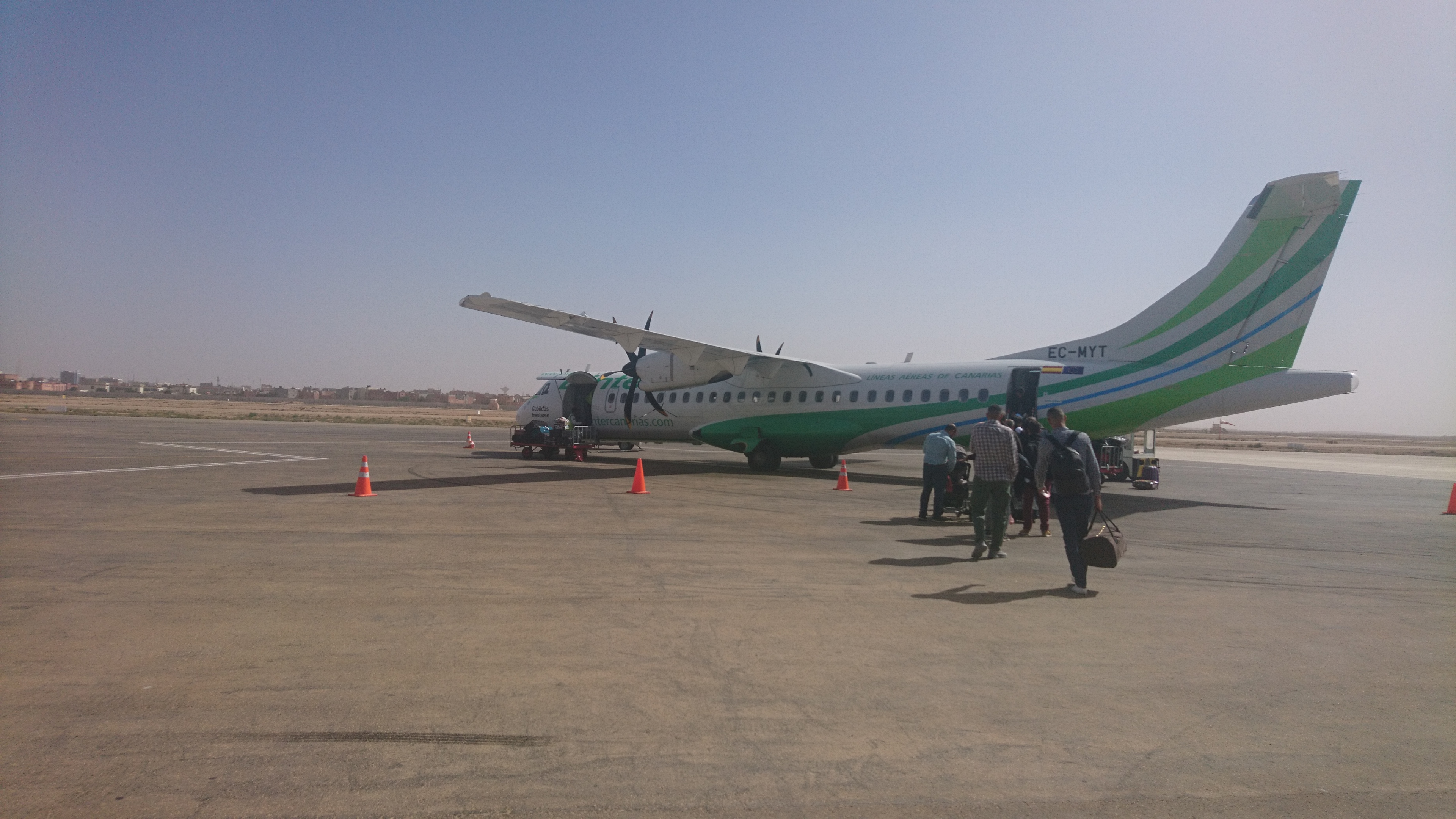
Avion de Binter Canarias à Laâyoune.

Avions de la
MINURSO à l'aéroport de Hassan 1.

L'aéroport Laâyoune-Hassan Ier est un aéroport international qui dessert la ville de Laâyoune, dans la partie du Sahara occidental contrôlée par le Maroc.

## Situation
| Laâyoune Dakhla Semara |

## Statistiques
Pour des raisons techniques, il est temporairement impossible d'afficher le graphique qui aurait dû être présenté ici.

Voir la requête brute et les sources sur Wikidata.

## Compagnies aériennes et destinations

### Passagers
| Compagnies      | Destinations                                                                          |
| --------------- | ------------------------------------------------------------------------------------- |
| Binter Canarias | Las Palmas/Gran Canaria                                                               |
| Royal Air Maroc | Agadir-Al Massira, Casablanca-Mohammed-V, Dakhla, Las Palmas/Gran Canaria, Rabat-Salé |

### Cargo
| Compagnies            | Destinations      |
| --------------------- | ----------------- |
| Royal Air Maroc Cargo | Casablanca, Dakar |